# 産経新聞ソウル支局長名誉毀損起訴事件
産経新聞ソウル支局長名誉毀損起訴事件（さんけいしんぶんそうるしきょくちょう めいよきそんきそじけん）とは、2014年（平成26年）8月3日、産経新聞の公式ウェブサイトに、同紙の加藤達也・ソウル支局長（当時）が、セウォル号沈没事故の当日に韓国の朴槿恵大統領が第一報を受けた後、7時間に渡って所在不明の状態になり、この時間帯（いわゆる「空白の7時間」）に、元補佐官の鄭潤会と密会した可能性があるという風評が流布している、という朝鮮日報や証券街の報道を元にした署名コラム「朴槿恵大統領が旅客船沈没当日、行方不明に…誰と会っていた？」を掲載し、韓国大統領府や東京都港区の駐日本国大韓民国大使館が「名誉毀損などに当たる」として、当該記事の削除を要請したが、産経新聞社が当該記事の削除に応じなかったため、検察当局は加藤前支局長が「朴大統領の名誉を毀損した」と見做して在宅起訴し、大韓民国からの出国を禁止する行政処分とした事件である。
今回の起訴に関しては、大統領の意向に忠実な韓国検察の体質が影響しているとの見方があり、具体例としては、朴大統領が4月21日に乗客を見捨てたセウォル号の船長らの行為を「容認できない殺人のような行為だ」と発言すると、翌日に検察が記者団に「不作為による殺人罪の適用も可能ではないかと検討している」と表明し、実際に殺人罪で起訴されたといった例が指摘されている。また、朴政権が司法に介入して、コラムが虚偽だと判決に盛り込むよう裁判長に指示した疑いが持たれている。

## 経緯

### 2014年
- 4月16日 - セウォル号沈没事故発生。この時、朴槿恵大統領が第一報を受けた後、7時間にわたって所在不明の状態になり、この時間帯（いわゆる「空白の7時間」）に、元補佐官の鄭潤会と密会した可能性があるという風評が流れる。
- 8月3日 - 産経新聞社の公式ウェブサイトに、上記の風評があるとする朝鮮日報や証券街の報道を元にした、加藤達也・産経新聞ソウル支局長（当時）名のコラム『朴槿恵大統領が旅客船沈没当日、行方不明に…誰と会っていた？』が掲載される[1]。
- 8月7日 - ソウル中央地方検察庁（朝鮮語版）（以下、ソウル中央地検）が加藤支局長の韓国出国禁止処分を決定。
- 8月8日に - ソウル中央地検が加藤に出頭を要請[6]。
- 8月9日 - 韓国外交部の尹炳世長官は9日、ミャンマーのネピドーで開催された岸田文雄外相との会談で、産経新聞の報道に関する韓国側の遺憾の意を伝えた。韓国内のマスコミに紹介されたコラムをもとに執筆しており、産経だけを問題視すれば内容ではなく日本のマスコミだから問題視していると受け取られかねないため、閔庚旭大統領府報道官は「結果に応じて法的対応を放棄する可能性があるか」という質問に「簡単に答えるのは難しい」と答えるなど慎重な対応に転じた[7]。同日、加藤への出頭要請は当初の12日から18日に変更[8]。
- 8月12日 - 韓国外交部の韓恵進副報道官が記者会見で「根拠のない流言飛語を基にして国家元首の名誉を毀損した悪意的な報道で、極めて重大な事案とみている」と批判を行った。
- 8月18日 - ソウル外信記者クラブが「（捜査に）高い関心を持ち、注視していく」との懸念を大統領府報道官に口頭で伝達[9]。
- 8月20日 - 午前に加藤が2度目の出頭[10]。
- 9月20日 - セヌリ党の金武星代表は「（産経新聞は）罰を受けねばならない」と韓国メディアとの討論会で語った[11][12]。
- 10月1日 - 産経新聞社が加藤支局長に東京本社勤務（社会部編集委員）の辞令を発令したが、出国禁止処分により日本に戻れなかった[13]。
- 10月8日 - ソウル中央地検は加藤前支局長が虚偽の事実を書いたとし[注 1]、「可罰性が高い」と結論づけ（情報通信網法に基づく名誉毀損罪は最高刑が懲役7年）[14]。情報通信網利用促進および情報保護などに関する法律（朝鮮語版）上の名誉毀損罪で在宅起訴することを決定[15]。
- 10月9日 - 内閣官房長官菅義偉は記者会見で、韓国の検察当局が取った対応を「報道の自由、日韓関係の観点から極めて遺憾だ。国際社会の常識と大きくかけ離れている」と批判した[16]。
- 10月9日 - 自民党総務会長の二階俊博は記者団の質問に対して、「われわれから新聞社の判断や韓国の司法がどうだとか、言うべきことではない」と日韓の外交問題にするべきではないと主張した[17]。
- 10月14日 - ソウル中央地方検察庁が、加藤前支局長の出国禁止処分を3か月延長することを決定[18]。

### 2015年
- 2月13日 - 自民党・二階総務会長が朴大統領と会談した際に「加藤前支局長が自由に日本に渡航し、家族と会えるようになることを望む」という安倍晋三首相の意向を伝えた。朴大統領は「問題は司法の場に移っており、司法の判断に委ねるしかない」と二階総務会長に意向を伝えた[19]。
- 2月20日 - 自民党・二階総務会長が記者会見で「産経（新聞）側も努力していただかなきゃならないが、自民党としても今後引き続きしっかりやっていきたい」と発言した[20]。
- 4月14日 - 韓国法務部は「加藤前支局長が今後の裁判にも必ず出席すると約束しており、産経新聞も出席を保証している」として、ソウル中央地検から要請のあった加藤前支局長の出国禁止措置解除を決定[21]。同日夜、加藤前支局長は日本に帰国した[22]。
- 4月15日 - 首相官邸で安倍首相と加藤前支局長が会談[23]。
- 10月19日 - 検察側が加藤前支局長に懲役1年6月を求刑[24]。
- 11月23日 - 11月26日に行われる予定だった判決公判が、12月17日に延期される[25]。
- 12月17日 - ソウル中央地方裁判所（朝鮮語版）で加藤前支局長に無罪判決が言い渡された[26]。その際、裁判長は加藤前支局長に3時間に渡って立ち続けることを強要した[27]。
- 12月21日 - 首相官邸で安倍首相と加藤前支局長が会談した[28]。
- 12月22日 - 1審判決について、韓国検察当局は控訴断念を決め、加藤前支局長の無罪判決が確定した[29]。

### 2016年
- 10月28日 - 2016年10月、朴槿恵大統領の友人で、シャーマン・実業家の崔順実を中心とした国政介入疑惑などの政治スキャンダルが発覚する中、加藤前支局長は「ソウル中央地検で取り調べを受けた際、記者（加藤前支局長）に、検事がしつこく聞いてきたことの一つが「崔太敏、順実親子に関すること」だった」と述べ、「崔太敏氏と崔順実氏が朴槿恵政権の最大のタブーだった」と明らかにした。加藤前支局長の主張について、主張を引用した中央日報は「検察は当時すでに朴大統領と崔順実氏の関係を知っていたという話になり、今後、波紋が予想される。」と論評し、韓国国内では、崔の元夫である鄭潤会を取り上げた加藤前支局長について「韓国のタブーに切り込んだ義士」などという評価もなされた[30]。
- 11月20日 - 韓国大統領府はこの事件の発端となった、セウォル号沈没事故の当日に朴槿恵大統領が第一報を受けた後、7時間にわたって所在不明の状態になっていたとされる時間帯（いわゆる「空白の7時間」）に関する経過説明を公式ウェブサイトで行った。それによると、朴槿恵大統領は問題となった「空白の7時間」を大統領府内で過ごしており、事故の状況について報告を受け、指示を出していたことを説明した[31]。
- 12月2日、韓国の全国言論労働組合は、2016年8月に死去した朴大統領の元首席秘書官・金英漢（朝鮮語版）の遺族から提供されたメモを公表し、この事件が「青瓦台（大統領府）の指示で捜査が進められた疑いが濃い」と発表した。全国言論労働組合によると、金英漢のメモには「産経に懲罰を」の記述があったという[32]。また、メモは大統領府は懲戒リストを作成し、警察や国家情報院に捜査班を設けることなどを指示していたとされる[33]。韓国の首席秘書官は、大統領府にあって検察、情報機関、警察など政権を守るために動く権力機関の司令塔として知られる。金秘書官は検察出身である[34]。加藤元支局長はこの報道を受けて「政権総掛かりの個人攻撃だったことが明らかとなり、怒りというよりも恐ろしさを覚える」とするコメントを出した[33][34]。
- 12月4日 - 11月29日に行われた、加藤元支局長の著書『なぜ私は韓国に勝てたのか』ISBN 978-4819112741 のPHP研究所・山本七平賞の受賞記念パーティーの席上で、産経新聞社代表取締役社長の熊坂隆光が「この事件の過程で驚いたのは、意外なほど多数の日本側の政治家、元外交官、評論家というような人達が、産経新聞に対して『韓国側に謝罪の意を表明すべきだ』と持ちかけてきたことだった。社長の私がソウルへ行って、一言でも謝れば、韓国側は加藤元支局長の起訴を取り下げ、日本への帰国も許すだろうというのだ。ソウルへ行けないのならば、東京の韓国大使館を訪れて『遺憾』という言葉を述べるだけでもよい。その謝罪を内密にしてもよい。そんなことを伝えてくる日本の政治家たちが後を絶たなかった。有力な政治家たちも含まれていた」と、当時の状況を暴露した[35]。

## 事件に対する反応

### 日本国内
- 産経新聞東京編集局長の小林毅は「問題とされた記事は、韓国国会でのやりとりや朝鮮日報コラムの紹介が中心であり、この記事を理由に、名誉毀損容疑で出頭を求められるというのは、理解に苦しむ」と述べている[3]。
- ジャーナリストの田原総一朗は、「産経新聞の元支局長が在宅起訴される一方で、元支局長が記事を引用した韓国の新聞社も、その記事を書いた記者も処罰されていないことに合点がいかないし、問題だと思っている。」と述べ、韓国の言論の現状が海外メディアに及ぼす影響を危惧している。また、2011年8月に韓国の憲法裁判所が下した「韓国政府が具体的措置を取らないことは違憲である」とした慰安婦問題に関する判断もあわせて、韓国の司法のあり方に疑問を呈している[36]。
- 前朝日新聞社主筆の若宮啓文は、「根拠薄弱な噂話を書かれたのですから。「韓国と結婚した」と公言する大統領の無念は想像に余りあります。」「実は、一国の元首に対して何とも失礼な記事だと感じていた日本人は多かったのです。まるでゴシップ週刊誌の記事みたいだと、恥ずかしさを口にする人もいました。その後に記事が事実無根とはっきりしてみれば、なおのことでした。」など、朴大統領に同情的な態度を示した[37][38]。産経新聞出版社長の皆川豪志は、検察側が公判に弁護側証人として出廷した西日本新聞社のソウル支局長に「若宮を知っているか」と質問したことを挙げて、「日本の一流紙である朝日新聞の一流ジャーナリストでさえ、このように書いているのだから、加藤（前支局長）や産経はやっぱり悪い奴らだ」と印象付けようという意図が、韓国検察側にあったと主張している[37]。
- 日本ペンクラブは、韓国の検察当局に対して深い憂慮を表明した[39]。
- 新潟日報は社説で、加藤前支局長への無罪判決は当然の判決であるとしたうえで、政治権力者の顔色をうかがうかのような司法の在り方を見直すべきであり、起訴をした検察の判断が厳しく問われるものであるとしている[40]。被害者が処罰を望まないと意思表明すれば処罰できないとする規定があったにもかかわらず、朴大統領が沈黙したことや大統領府高官が責任を最後まで追及すると発言していることから検察が大統領は処罰を望んでいるとして起訴した疑念はぬぐうことはできないと批評した[40]。

### 韓国国内
- 加藤元支局長の記事でコラムを引用された朝鮮日報の崔普植記者は「産経にそのように対応する価値があったのか、残念な気持ちもある」との認識を示した一方で、「男女関係という言葉を使っていない」「コラムをそのまま引用したと言われるのは困る」「理解し難い扇情報道だ」とも主張した[41]。
- 韓国の3大新聞（「朝鮮日報・中央日報・東亜日報」）からは「報道の自由や表現の自由に対する憂慮懸念を表明する」といった批判の声が挙がっておらず[42]、東亜日報は「取材制限など適切な措置」を産経に対してかけるように主張している[43]。
- 韓国放送公社（KBS）は、「外交的な影響は不可避」と伝え、保守系のTV朝鮮も、討論番組の複数の出席者が一斉に「起訴はやりすぎだ」と批判している[44]。
- ハンギョレなど左派メディアは、結果的に韓国国内において保守政治家とされる朴大統領と対立した加藤前支局長および産経新聞を「自由言論の闘士」として擁護した[45]。

### 海外
- アメリカ国務省のジェン・サキ報道官は2014年10月8日の記者会見で、加藤前支局長が朴大統領らに対する名誉毀損で、在宅起訴されたことに関連して「われわれは言論・表現の自由を支持する」「懸念している」と述べた[46]。
- 日本外国特派員協会は「韓国の検察当局が取った措置を懸念する」とするルーシー・バーミンガム会長の声明を発表した[39]。
- 国境なき記者団は韓国政府の対応を批判し、起訴しないよう韓国政府へ訴えた[47]。
- フランスの日刊紙『ル・モンド』は、加藤前支局長の起訴やインターネット上の名誉毀損に対する監視の強化など、表現の自由に関する韓国の言論の現状に懸念を示した[48][49]。
- 国際新聞編集者協会は「言論の自由を著しく傷つけている。加藤氏に対し刑罰上の名誉毀損を適用することは国際法の基準を逸脱している。政府関係者や公人は批判に対して寛容であるべき」と述べ、韓国当局は加藤前支局長に対する全ての処罰を即刻撤回すべきだと要求した[50]。